# 1706 год в литературе

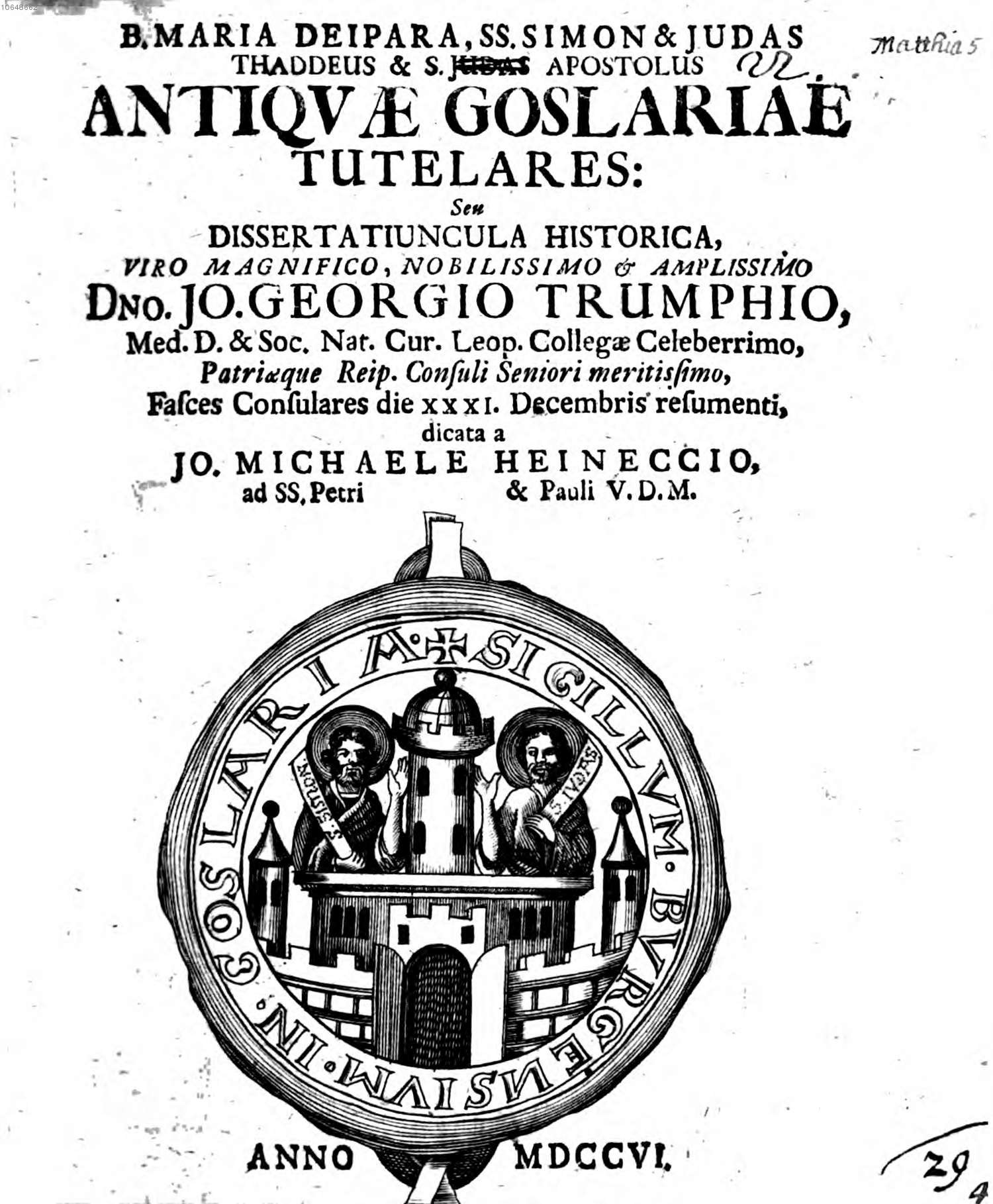
Обложка "Heineccius Antiquae Goslariae Tutelares"

## События
- Михал Френцель издал на верхнелужицком языке «Новый Завет», первый перевод Нового Завета на верхнелужицкий язык.
- Издан первый английский перевод сборника «Тысяча и одна ночь» .
- Трагедия Кэтрин Кокберн под названием «Революция в Швеции» была показана в Театре Королевы на Хеймаркете.
- Родилась Эмили дю Шатле — муза Вольтера.

## Произведения
- «Рассуждения о различных предметах, нравственные и занимательные» — сатирическое эссе Джонатана Свифта.
- Опубликована пьеса Джорджа Фаркера «Офицер-вербовщик».
- Труд Сэмюела Кларка «Проявление бытия Бога и его атрибутов» (англ. Demonstration of the being and attributes of God, 1706)
- Даниель Дефо издал «Правдивый рассказ о явлении призрака некой миссис Вил на следующий день после смерти некоей миссис Баргрэйв в Кентербери 8 сентября 1705 года» (A True Relation of the Apparition of One Mrs. Veal The Next day after Her Death to One Mrs. Bargrave at Canterbury The 8th of September 1705)
- «Послания о веротерпимости» Джона Локка.
- "The Rights of the Christian Church Asserted"  Мэтью Тиндала.
- «Сатирический роман» (нем. Satyrischer Roman) Кристиана Фридриха Хунольда.
- Кэтрин Кокберн сочинила стихотворение в честь герцога Мальборо.

## Родились
- 17 января — 
  - Бенджамин Франклин, американский политик и писатель (умер в 1790).
  - Помпео Нери, итальянский научный писатель (умер в 1766).
- 28 января — Джон Баскервилл, английский типограф, издатель (умер в 1775).
- 29 марта — Ян Готхольд Бемар, серболужицкий писатель (умер в 1783).
- 17 мая — Андреас Феликс фон Эфель, немецкий историк, придворный библиотекарь. Опубликовал важные источники по истории Германии, в частности, в 1763 году частично издал «Аугсбургскую хронику» Бурхарда Цинка (нач. XV в.) (умер в 1780).
- 20 сентября — Андрей Ямбрешич, хорватский прозаик (умер в 1758).
- 27 сентября — Микеланджело Кармели, итальянский филолог, переводчик и поэт (умер в 1766).
- 19 декабря — Луи Шарль Фужере де Монброн, французский писатель (умер в 1760).

## Без точной даты
- Бернар Жозеф Сорен, французский драматург, прозаик (умер в 1781).
- Егор Столетов, русский поэт (умер в 1736).
- Иоганн-Генрих Цедлер, немецкий книгопродавец и издатель (умер в 1760).

## Скончались
- 27 февраля — Джон Ивлин, английский писатель, мемуарист (род. в 1620).
- 10 мая — Иоганн Якоб Хофманн, швейцарский историк, автор четырёхтомной латинской энциклопедии «Lexicon Universale» (род. в 1635).
- 29 июня — Михал Френцель, лужицкий писатель, переводчик, один из творцов литературного верхнелужицкого языка (род. в 1628).
- 3 декабря — Амалия Юлиана Барби-Мюлингенская, автор лютеранских церковных гимнов (род. в 1637).
- 8 декабря — Абрахам Николя Амелот де ла Гуссе, французский писатель, переводчик, публицист (род. в 1634).

## Без точной даты
- Абдуррахман Моманд, афганский поэт-суфий (род. в 1632).
- Жанна Дюме, французская писательница
- Жан Тестю де Моруа, французский прозаик (род. в 1626).
- Рами Мехмед-паша, османский государственный деятель и поэт (род. в 1645).